# 佐藤多美治
佐藤 多美治（さとう　たみじ、1939年12月14日 - ）は、レスラー。ローマオリンピック4位入賞。北海道留萌支庁増毛郡増毛町育ち。

## 略歴
北海道増毛高等学校-中央大学
高校大学とも全国優勝を経験、増毛高-中大のラインは松江喜久弥の時代から始まり、中大黄金時代の屋台骨となった。

## 国際大会での成績
中央大学3年の時にローマオリンピックでフェザー級4位入賞、増毛高校の全国制覇メンバー2人が入賞する大活躍だった。
- 日本の夏季オリンピック入賞者
- オリンピックの記録
  - 1960年-ローマオリンピック-レスリング-フリースタイル・フェザー級（4位入賞）
- 世界選手権の記録
  - 1961年-世界選手権東京大会-レスリング-フリースタイル・フェザー級（4位入賞）

## 国内での成績
- 1958年＝優勝（フェザー級）
- 1959年＝優勝（フェザー級）
- 1960年＝優勝（フェザー級）
- 1961年＝優勝（フェザー級）